# NGC 1719
NGC 1719 је спирална галаксија у сазвежђу Орион која се налази на NGC листи објеката дубоког неба.
Деклинација објекта је - 0° 15' 38" а ректасцензија 4h 59m 34,5s. Привидна величина (магнитуда) објекта NGC 1719 износи 13,6 а фотографска магнитуда 14,5. NGC 1719 је још познат и под ознакама UGC 3226, MCG 0-13-60, CGCG 394-63, PGC 16501.